# Pölla
Pölla är en kommun  i Österrike. Den ligger i distriktet Zwettl i förbundslandet Niederösterreich. Huvudorten Neupölla ligger 85 kilometer nordväst om huvudstaden Wien. 
Kommunen består av 15 orter (Ortschaften) (inom parentes invånarantal 1 januari 2024):

- Altpölla (154)
- Döllersheim (0)
- Franzen (118)
- Kienberg (20)
- Kleinenzersdorf (30)
- Kleinraabs (20)
- Krug (49)
- Neupölla (215)
- Nondorf (53)
- Ramsau (31)
- Reichhalms (30)
- Schmerbach am Kamp (62)
- Waldreichs (3)
- Wegscheid am Kamp (70)
- Wetzlas (43)